# Månskenssonaten
"Månskenssonaten", egentligen Piano sonata Nr. 14 Quasi una fantasia op. 27 Nr. 2 i ciss-moll är en pianosonat skriven av Ludwig van Beethoven år 1801. Den tillhör de mer kända och omtyckta sonaterna av Beethoven. 
Stycket sägs vara tillägnat en av hans elever, den då sjuttonåriga adelsflickan Giulietta Guicciardi som han, enligt vissa källor, skulle ha varit förälskad i. Beethoven inkluderade frasen "Quasi una fantasia" (italienska: "likt en fantasi") eftersom sonaten inte inordnar sig i den klassiska sonatformen utan istället följer ett slags långsam–snabb–långsam-mönster. 
Beethoven kallade inte själv sonaten för månskenssonaten. Detta namn tillkom senare då en tysk poet och musikkritiker vid namn Ludwig Rellstab jämförde stycket med månskenets speglingar på Vierwaldstättersjön i Schweiz.